# Route 825 (Nouveau-Brunswick)
Pour les articles homonymes, voir Route 825.
La route 825 est une route locale du Nouveau-Brunswick située dans le sud de la province, à l'est de Saint Jean. Elle traverse une région principalement boisée. De plus, elle mesure 27 kilomètres, et est pavée sur toute sa longueur.

## Tracé
La 825 débute à Loch Lomond, sur la route 111. Elle commence par se diriger vers le sud en traversant Garnet Settlement, puis elle contourne le mont Bloomsbury. Elle rejoint ensuite la baie de Fundy, en traversant Black River et Gardner Creek. Elle tourne ensuite vers le nord jusqu'à Fairfield, où elle se termine sur la route 111 à nouveau. 

## Intersections principales
| route 825           |             |    |                                                    |                           |
| Comté               | Location    | km | Intersection/Destinations                          | Notes                     |
| Comté de Saint-Jean | Loch Lomond | 0  | R-111, Saint Jean, Rowley                          | extrémité ouest de la 825 |
| Comté de Saint-Jean | Fairfield   | 25 | Chemin Tynemouth Creek, Coleraine, Tynemouth Creek |                           |
| Comté de Saint-Jean | Fairfield   | 27 | R-111, Saint Jean, Sussex                          | extrémité est de la 825   |